# Franz Kaindl (Politiker)
Franz Kaindl (* 9. Jänner 1902 in Dobersberg; † 26. Juni 1970 in Gaweinstal) war ein österreichischer Politiker (ÖVP) und Lehrer. Kaindl war von 1945 bis 1948 Abgeordneter zum Landtag von Niederösterreich.

## Leben
Kaindl besuchte nach der Volksschule das Gymnasium Waidhofen und danach die Lehrerbildungsanstalt Wiener Neustadt. Er war in der Folge als Lehrer tätig und wurde nach der Machtübernahme der Nationalsozialisten 1938 verhaftet und entlassen. Zwischen 1941 und 1942 musste er in der Folge seinen Militärdienst während des Zweiten Weltkriegs ableisten. Kaindl war nach dem Ende des Krieges ab 1945 als Bezirksschulinspektor in Waidhofen an der Thaya und arbeitete danach von 1948 bis 1967 als Hauptschuldirektor in Gaweinstal. Er veröffentlichte zahlreiche heimatkundliche Werke und Gedichte, darunter 1925 die Waldviertelhymne „'s Waldviertel is g'wiß“.

## Politik
Kaindl vertrat die ÖVP vom 12. Dezember 1945 bis zum 5. Juli 1948 im Niederösterreichischen Landtag.